# Oberarm

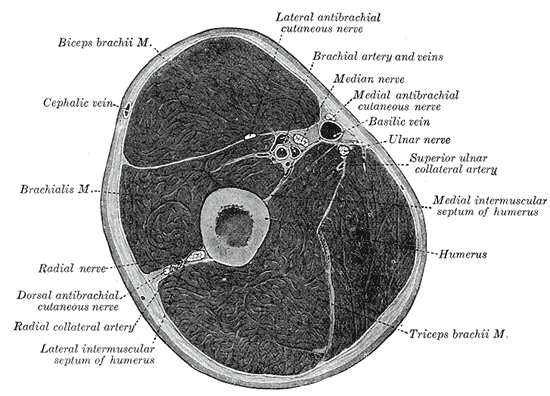
Querschnitt durch den Oberarm

Der Oberarm (lateinisch Brachium) ist ein Teil des Armes und bildet den körpernahen (proximalen) Abschnitt der oberen Extremität. Er ist über das Ellbogengelenk mit dem Unterarm verbunden und über das Schultergelenk mit dem Schultergürtel und dem Rumpf. Die Oberarmgegend wird als Regio brachii bezeichnet.

## Knöcherne Strukturen und Gelenkflächen
Der Oberarm der Wirbeltiere enthält nur eine knöcherne Struktur, einen der längsten und kräftigsten Röhrenknochen, den Oberarmknochen (Humerus). Sein beinahe halbkugelförmiger Kopf (Caput humeri) sitzt oben innen (cranial-medial) auf dem Schaft auf und bewegt sich in der Gelenkpfanne des Schulterblattes (Scapula).

## Angrenzende Gelenke

### Schultergelenk
Das Schultergelenk (Articulatio humeri) ist das beweglichste Gelenk des Menschen. Es ist ein Kugelgelenk, dessen Gelenkflächen vom Oberarmknochenkopf (Caput humeri) und von der Gelenkfläche des Schulterblattes (Cavitas glenoidale scapulae) gebildet werden.
Bewegungen, zu denen das Schultergelenk fähig ist, sind das Abspreizen (Abduktion), das Heranführen (Adduktion), das Vorführen (Anteversion) beziehungsweise die Beugung (Flexion), das Rückführen (Retroversion) beziehungsweise die Streckung (Extension) sowie die Drehbewegung nach innen und nach außen (Innen- und Außenrotation).

### Ellbogengelenk

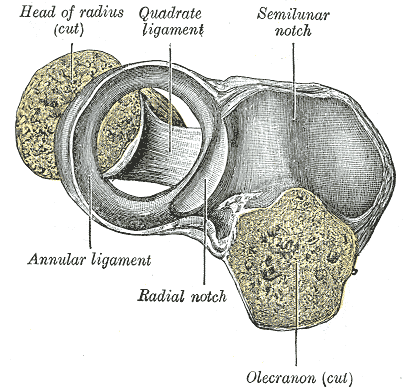
Wichtige Strukturen des Ellenbogengelenkes im Querschnitt

Im Ellbogengelenk (Articulatio cubiti) stehen Oberarmknochen, Speiche und Elle miteinander in Verbindung und zwar in drei einzelnen Gelenken: Dem Gelenk zwischen Oberarmknochen und Elle (Articulatio humeroulnaris), dem Gelenk zwischen Oberarmknochen und Speiche (Articulatio humeroradialis) und dem körpernahen Gelenk zwischen Elle und Speiche (Articulatio radioulnaris proximalis).

## Muskulatur
Wie andere Muskeln auch, sind die Muskeln des Oberarmes von je einer bindegewebigen Hülle (Faszie) umgeben. Eine weitere Faszie, die so genannte Armfaszie (Fascia brachii), umgibt die Oberarm-Muskulatur als Ganzes. Eine Besonderheit am Oberarm besteht darin, dass darüber hinaus zwei Scheidewände (Septen) existieren (Septum intermusculare mediale und Septum intermusculare laterale), die sich zwischen Oberarmknochen und Armfaszie bis hinab zu den Aufsätzen des Gelenkknorrens erstrecken und dabei eine Beuger- und eine Streckerloge definieren. Außerdem enthalten sie eine Reihe von Nerven und Gefäßen und dienen als Ursprungsfläche für Muskeln. Beide Scheidewände werden an bestimmten Stellen von Nerven durchbohrt. Weiterhin wird der Oberarm von Teilen der Brust-, Rücken- und Schultermuskulatur bewegt.

### Übersicht
Diese Tabelle soll nur eine erste Übersicht geben, genauere Beschreibungen finden sich auf den Seiten der betreffenden Muskeln.
| Oberarmmuskulatur                                    | Oberarmmuskulatur                                    | Oberarmmuskulatur                                    | Oberarmmuskulatur | Oberarmmuskulatur                                           | Oberarmmuskulatur                                            | Oberarmmuskulatur                                                                                   |
| Bilder (die Zahlen entsprechen denen in der Tabelle) | Bilder (die Zahlen entsprechen denen in der Tabelle) | Bilder (die Zahlen entsprechen denen in der Tabelle) | Bilder (die Zahlen entsprechen denen in der Tabelle)                                                                                    | Bilder (die Zahlen entsprechen denen in der Tabelle)        | Bilder (die Zahlen entsprechen denen in der Tabelle)         | Bilder (die Zahlen entsprechen denen in der Tabelle)                                                |
| ---------------------------------------------------- | ---------------------------------------------------- | ---------------------------------------------------- | --- | ----------------------------------------------------------- | ------------------------------------------------------------ | --------------------------------------------------------------------------------------------------- |
|                                                      |                                                      |                                                      | |                                                             |                                                              | |
|                                                      | lat. Name                                            | dt. Name                                             | Ursprung | Ansatz                                                      | Innervation                                                  | Funktion                                                                                            |
| Brustmuskulatur                                      |                                                      |                                                      | |                                                             |                                                              | |
| 1                                                    | M. pectoralis major                                  | Großer Brustmuskel                                   | Schlüsselbein, Brustbein (Sternum), Membrana sterni / Knorpel der Rippen 2 bis 6, vorderes Blatt der Rektusscheide                      | Crista tuberculi majoris humeri                             | N. pectoralis medialis, N. pectoralis lateralis              | Heranführen Beugung Einwärtsdrehung                                                                 |
| 2                                                    | M. serratus anterior                                 | vorderer Sägezahnmuskel                              | Obere acht Rippen | Margo medialis, Angulus inferior des Schulterblattes        | N. thoracicus longus                                         | Drehung des Schulterblattes nach oben, so dass der Arm über die Schulter gehoben werden kann        |
| Rücken- und Schultermuskulatur                       |                                                      |                                                      | |                                                             |                                                              | |
| 3                                                    | M. latissimus dorsi                                  | Breitester Rückenmuskel                              | Dornfortsätze (Processus spinosi) der untersten 6 Brustwirbel, Fascia thoracolumbalis, Crista iliaca, unterste 3 oder 4 Rippen          | Crista tuberculi minoris humeri                             | N. thoracodorsalis                                           | Heranführen Retroversion/Streckung Einwärtsdrehung                                                  |
| 4                                                    | M. deltoideus                                        | Deltaförmiger Muskel                                 | Schlüsselbein, Schulterdach, Spina scapulae                                                                                             | Tuberositas deltoidea humeri                                | N. axillaris                                                 | Beugung Einwärtsdrehung Abspreizen Streckung Auswärtsdrehung                                        |
| 5                                                    | M. teres major                                       | großer Rundmuskel                                    | unterer Rand des Schulterblattes (Angulus inferior scapulae)                                                                            | Crista tuberculi minoris humeri                             | Nervus subscapularis Nervus thoracodorsalis Nervus axillaris | Heranführen Streckung Einwärtsdrehung                                                               |
| Rotatorenmanschette (siehe unten)                    |                                                      |                                                      | |                                                             |                                                              | |
| 6                                                    | M. teres minor                                       | kleiner Rundmuskel                                   | äußerer Rand des Schulterblattes (Margo lateralis scapulae)                                                                             | Tuberculum majus humeri                                     | N. axillaris                                                 | Auswärtsdrehung                                                                                     |
| 7                                                    | M. supraspinatus                                     | Obergrätenmuskel                                     | Fossa supraspinata des Schulterblattes                                                                                                  | Tuberculum majus humeri                                     | N. suprascapularis                                           | Abspreizen                                                                                          |
| 8                                                    | M. infraspinatus                                     | Untergrätenmuskel                                    | Fossa infraspinata des Schulterblattes                                                                                                  | Tuberculum majus humeri                                     | N. suprascapularis                                           | Auswärtsdrehung                                                                                     |
| 9                                                    | M. subscapularis                                     | Unterschulterblattmuskel                             | Vorderfläche des Schulterblattes (Facies costalis scapulae)                                                                             | Tuberculum minus humeri                                     | N. subscapularis                                             | Einwärtsdrehung Heranführen                                                                         |
| Vorderseite Oberarmmuskulatur / Ellbogenbeuger       |                                                      |                                                      | |                                                             |                                                              | |
| 10                                                   | M. biceps brachii                                    | zweiköpfiger Oberarmmuskel                           | Langer Kopf: Oberer Anteil der Gelenkpfanne (Labrum supraglenoidale) Kurzer Kopf: Rabenschnabelfortsatz                                 | Tuberositas radii (an der Speiche unterhalb der Ellenbeuge) | N. musculocutaneus                                           | Beugung im Ellenbogengelenk wenn supiniert, Supination des Unterarmes Anteversion im Schultergelenk |
| 11                                                   | M. brachialis                                        | Oberarmmuskel                                        | Vorderfläche des Oberarmknochens | Vorderfläche der Elle, Tuberositas ulnae                    | N. musculocutaneus                                           | Beugung des Unterarmes                                                                              |
| 12                                                   | M. coracobrachialis                                  | Rabenschnabelmuskel                                  | Rabenschnabelfortsatz | Innenseite des Oberarmknochenschaftes                       | N. musculocutaneus                                           | Fixierung des Oberarmknochenkopfes (Hauptfunktion) Anteversion des Oberarmes                        |
| Ellbogenstrecker                                     |                                                      |                                                      | |                                                             |                                                              | |
| 13                                                   | M. triceps brachii                                   | dreiköpfiger Oberarmmuskel                           | Seitlicher Kopf: Körpernaher Oberarmknochen Mittiger Kopf: Körperferner Oberarmknochen Langer Kopf: Tuberculum infraglenoidale scapulae | Olecranon (Ellbogen)                                        | N. radialis                                                  | Streckung des Ellbogengelenkes                                                                      |
| 14                                                   | M. anconeus                                          | Ellbogenmuskel                                       | Aufsatz des seitlichen Oberarmknochenknorrens (Epicondylus lateralis humeri)                                                            | Obere Hinterfläche der Elle                                 | N. radialis                                                  | Streckung des Ellbogengelenkes                                                                      |

### Rotatorenmanschette

10. Rotatorenmanschette: 11. Supraspinatus, 12. Subscapularis, 13. Infraspinatus, 14. Teres minor

Als Rotatorenmanschette (besser: Muskel-Sehnen-Kappe) wird beim Menschen eine Gruppe von vier Muskeln im Schulterbereich bezeichnet, die alle vom Schulterblatt zum Oberarmkopf ziehen und das Schultergelenk kappenförmig umgeben:
- Musculus supraspinatus (oberer Schultergrätenmuskel),
- Musculus subscapularis (vorne),
- Musculus infraspinatus (hinten oben),
- Musculus teres minor (hinten unten).

Diese Muskeln sind von außen nicht sichtbar, sondern vom breiten und kräftigen Deltamuskel (Musculus deltoideus) bedeckt.
Die Aufgabe der vier Muskeln besteht darin, den Oberarmknochenkopf in der sehr flachen Gelenkpfanne des Schulterblattes zu halten. Das funktionelle Resultat ist eine extreme Beweglichkeit in mehreren Beugeebenen und der Drehachse. Auf der anderen Seite bedingt diese dynamische Fixierung eine potentielle Instabilität, weshalb Auskugelungen (Luxationen) im Schultergelenk besonders häufig sind (siehe Schulterluxation). Bei Lähmung eines Muskels innerhalb der Rotatorenmanschette kommt es zu Verstellungen des Oberarmknochens im Schultergelenk. Dadurch wird die Gefahr von Auskugelungen noch weiter gesteigert.
Beim Sturz auf den Arm oder auf die Schulter kommt es häufig zu Rissen, einer sogenannten Rotatorenmanschettenruptur, und manchmal auch zu Knochenabrissen an den Ansätzen des Musculus subscapularis und Musculus supraspinatus. Die Risse betreffen meist die sehnigen Anteile der Muskeln, wo sie in den Knochen einstrahlen. Diese Muskelansätze sind wenig durchblutet und stehen unter Spannung.
Am häufigsten treten Risse am Supraspinatus auf, gefolgt vom Infraspinatus und Subscapularis. Der Teres minor ist hingegen fast nie betroffen. Neben traumatischen Ursachen wie Unfällen können auch degenerative Prozesse z. B. infolge eines Impingement-Syndroms zu Sehnenrissen oder -anrissen in der Rotatorenmanschette führen.

## Leitungsbahnen

### Arterien
- Die Armarterie (Arteria brachialis) ist die Fortsetzung der Achselarterie (Arteria axillaris). Auf ihrem Weg nach unten im Nerven-Gefäß-Strang wird sie vom Nervus medianus begleitet, wobei sie körpernah den Musculus coracobrachialis und den Bizeps als Leitmuskeln benutzt, körperfern dagegen den Musculus brachialis. Daher befindet sie sich schließlich medial (in Richtung Körpermitte) der Bizepssehne, so dass man ihren Puls bei gebeugtem Arm leicht ertasten kann. Sie hat drei entscheidende Abgänge:
  - Die tiefe Armarterie (Arteria profunda brachii) geht in der Nähe des Musculus teres major ab und zieht, begleitet vom Speichennerv, durch seinen Tunnel auf die Streckerseite. Dann teilt sie sich auf in
    - die mittige Seitenarterie (Arteria collateralis media), die zunächst auf dem mittigen Trizepskopf verläuft und ihn anschließend perforiert und in
    - die seitliche Speichenarterie (Arteria collateralis radialis), die seitlich verläuft und den eigentlichen Endast der tiefen Armarterie darstellt. Beide Arterien laufen in das Arteriennetz des Ellenbogengelenkes (Rete articulare cubiti) ein, ebenso die übrigen zwei Abgänge der Armarterie.

  - Die obere seitliche Ellenarterie (Arteria collateralis ulnaris superior) geht erst spät aus der Armarterie hervor und verläuft dann in Begleitung des Nervus radialis auf der Streckerseite.
  - Ihre kleine Schwester, die untere seitliche Ellenarterie (Arteria collateralis ulnaris inferior), zweigt noch weiter körperfern von der Armarterie ab, also erst kurz vor der Ellenbeuge. Wegen der zahlreichen Zuflüsse zum Arteriennetz kann die Armarterie problemlos unterbunden werden, sobald die tiefe Armarterie abgezweigt ist.

### Venen

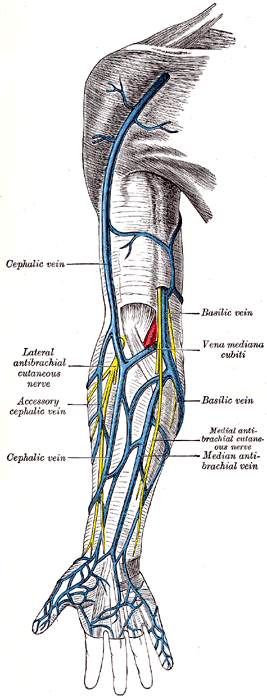
Verlauf der beiden Venenstämme des Armes

Es gibt zwei Arten von Venen, einerseits tiefe Venen, die im Wesentlichen den gleichen Verlauf nehmen wie die Arterien und andererseits oberflächliche Venen, die meist in Begleitung von Lymphgefäßen unter der Haut verlaufen und mit den tiefen Venen in Verbindung stehen. Am Oberarm unterscheidet man zwei große Venen. Sie gehen aus einem Venennetz am Handrücken hervor, steigen am Arm empor und treten dann in die Tiefe, wobei sie Faszien perforieren. Diese beiden Venenstämme sind:
- Die Vena basilica, die mittig verläuft und etwa auf der Hälfte des Oberarmes durch den Hiatus basilicus in die Tiefe dringt (zusammen mit einem Hautnerven des Unterarmes), um in eine der zwei Armvenen (Venae brachiales) einzumünden und
- die Vena cephalica, die seitlich verläuft (am Oberarm in der seitlichen Bizepsfurche) und unterhalb des Schlüsselbeines zwischen Musculus deltoideus und Musculus pectoralis major in die Tiefe taucht. Sie gelangt in die so genannte Mohrenheim-Grube (Fossa infraclavicularis), durchsticht die Fascia clavipectoralis und mündet schließlich in die Vena subclavia ein. Diese beiden Venen stehen miteinander in Verbindung.

Die folgende Tabelle stellt die wichtigsten Eigenschaften der beiden Venenstämme gegenüber:
| Name              | Vena basilica                                             | Vena cephalica      |
| Verlauf           | Innenseite des Arms                                       | Außenseite des Arms |
| Einmündung        | Der Hiatus basilicus die Scheidewand zwischen den Muskeln | Mohrenheimgrube     |
| Ziel (tiefe Vene) | Eine der beiden tiefen Armvenen (Venae brachiales)        | Vena subclavia      |

### Nerven

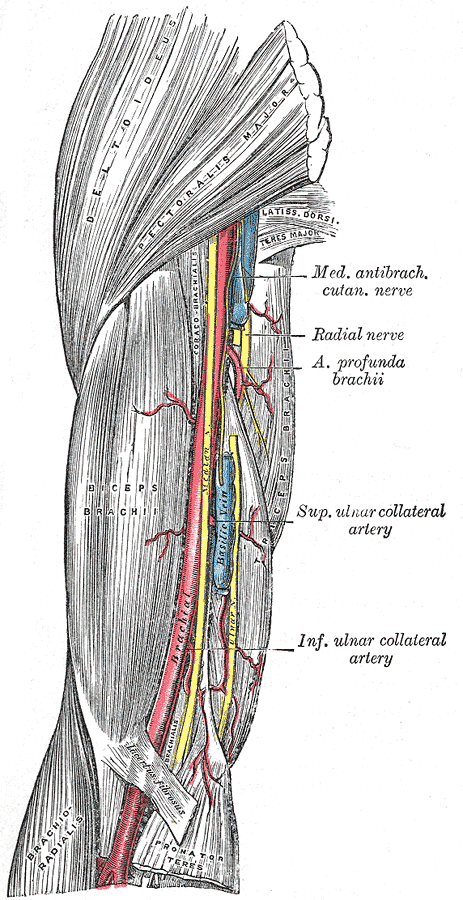
Der Nerven-Gefäß-Strang in der mittigen Bizepsfurche

#### Nerven des Plexus brachialis
Am Oberarm verlaufen einige Nerven des Armnervengeflechts (Plexus brachialis):
- Der Muskel-und-Hautnerv (Nervus musculocutaneus) ist ein entscheidender Abkömmling des Fasciculus lateralis. Nach kurzem Verlauf im Nerven-Gefäß-Strang zieht er zum Musculus coracobrachialis, durchbohrt diesen und gelangt anschließend zwischen Musculus biceps brachii und Musculus brachialis zur Seite; in der Nähe der Muskeln gibt er dabei entsprechende Muskeläste (Rami musculares) ab. Auf Höhe des Ellenbogengelenkes entlässt er einige sensible Äste zur vorderen Gelenkkapsel (Rami articulares), der Hauptanteil zieht jedoch zum seitlichen vorderen Unterarm, um diesen in einem körpernahen Bereich sensibel zu versorgen (Nervus cutaneus antebrachii lateralis). Die Funktion des Nervus musculocutaneus lässt sich mit Hilfe des Bizepssehnenreflexes testen: Ein Schlag auf die Bizepssehne bei gebeugtem Arm löst normalerweise eine kurze Beugebewegung aus – analog zum Patellar-Sehnen-Reflex am Bein.
- Der Speichennerv (Nervus radialis) ist der Streckernerv des Armes. Er geht aus dem Fasciculus posterior hervor und zieht in den Nerven-Gefäß-Strang ein. Er verlässt diesen jedoch bald und zieht zusammen mit der tiefen Armarterie (Arteria profunda brachii) zur Seite, um – nach Abgabe der motorischen Äste für den Musculus triceps – in seinen Kanal (Sulcus nervi radialis) am hinteren Oberarmknochen einzutreten. Nun windet er sich um den Oberarmknochen herum, gelangt auf diese Weise auf die Seite und verläuft für eine gewisse Strecke in der seitlichen Bizepsfurche. Hierauf tritt er zwischen Musculus brachialis und Musculus brachioradialis (Radialistunnel) nach vorne, so dass er in der Ellenbeuge zu liegen kommt. Er spaltet sich in einen tiefen und einen oberflächlichen Teil, welcher schließlich wieder auf die Streckerseite gelangt.
- Der Nervus medianus entsteht aus Zuflüssen des mittigen und seitlichen Fasciculus (Medianusgabel). Im Nerven-Gefäß-Strang zieht er an der Armarterie (Arteria brachialis) nach hinten; dabei windet er sich um die Arterie herum, so dass er sich in der Beugerloge nicht mehr seitlich, sondern mittig der Arterie befindet. Er zieht zwischen den beiden Köpfen des Musculus pronator teres nach hinten, unterläuft das Bandgeflecht auf der Beugerseite (Retinaculum flexorum) und verästelt sich dann stark, um zahlreiche Muskeln zu innervieren.
- Der Ellennerv (Nervus ulnaris) verläuft relativ geradlinig an der Ellenseite des Armes, wechselt allerdings zweimal zwischen Vorder- und Rückseite. Der Nerv stammt vom Fasciculus medialis ab und verläuft zunächst mit der Armarterie im Nerven-Gefäß-Strang, und zwar vor der Scheidewand zwischen den Muskeln (Septum intermusculare). Auf halber Oberarmlänge durchsticht er zusammen mit der oberen seitlichen Ellenarterie (Arteria collateralis ulnaris superior) die Scheidewand und gelangt somit auf die Streckerseite. Auf seinem Weg nach unten durchzieht er einen eigenen Kanal am Aufsatz des seitlichen Gelenkknorrens; an dieser Stelle ist der Nerv besonders leicht zu ertasten und zu reizen (Musikantenknochen). Im weiteren Verlauf tritt er zurück auf die vordere Seite und versorgt eine Reihe von Muskeln.
- Der mediale (innenseitige) Armhautnerv (Nervus cutaneus brachii medialis) versorgt die Haut am Oberarm.
- Der mediale Unterarmhautnerv (Nervus cutaneus antebrachii medialis) geht ebenfalls aus dem Fasciculus medialis hervor und befindet sich im Nerven-Gefäß-Strang mittig der Armarterie. Aber schon bald verlässt er den Strang und durchsticht zusammen mit der Vena basilica die Oberarm-Faszie, so dass er sich nun an der Oberfläche befindet. Schließlich gelangt er zu seinem Versorgungsgebiet, die Haut des mittigen körpernahen Unterarmes.
- Der Achselnerv (Nervus axillaris) versorgt den Musculus deltoideus und den Musculus teres minor.

#### Hautnerven

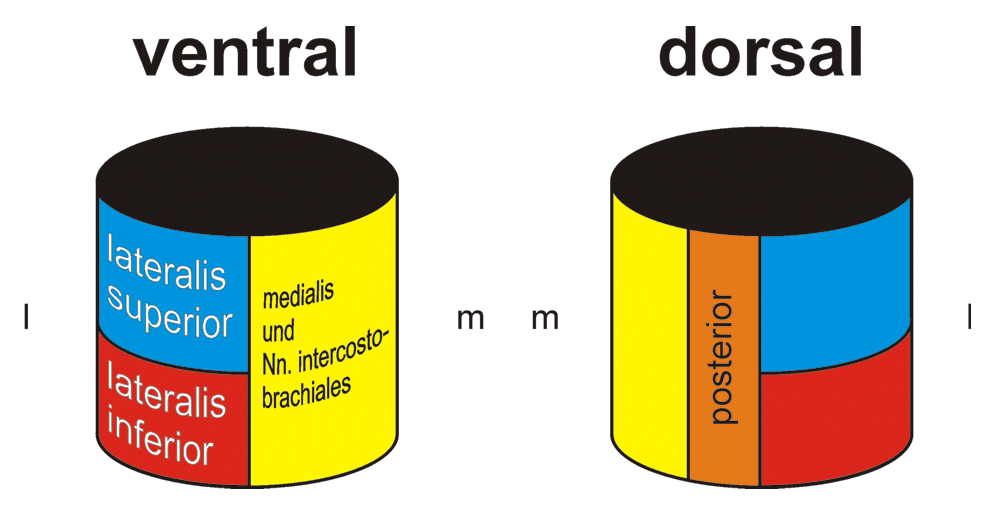
Schema für die Innervation der Oberarm-Haut

Das Versorgungsgebiet am Oberarm lässt sich nur unscharf von den benachbarten Gebieten abtrennen. Man unterscheidet dabei vier Areale: Ein mediales, zwei seitliche und ein hinteres, die jeweils von Oberarmhautnerven (Nervi cutanei brachii) versorgt (innerviert) werden (Abb. 1):
- Das mediale Areal, also der Bereich, der sich auf der Innenseite des Oberarmes ungefähr vom Aufsatz des medialen Epicondylus bis zu den Achselfalten erstreckt, wird zum einen vom mittigen Armhautnerven (Nervus cutaneus brachii medialis) versorgt, der aus dem Fasciculus medialis hervorgeht. Zum anderen strahlen die Nerven, die von dem Gebiet zwischen den Rippen zum Oberarm verlaufen (Nervi intercostobrachiales) in dieses Gebiet ein.
- Das seitliche Areal wird körpernah vom oberen seitlichen Armhautnerven (Nervus cutaneus brachii lateralis superior) versorgt. Er ist der einzige sensible Ast des Achselnerven (N. axillaris).
- Das körperferne seitliche Gebiet versorgt der untere seitliche Armhautnerv (Nervus cutaneus brachii lateralis inferior), der aus dem Speichennerv (N. radialis) hervorgeht.
- Das hintere Areal ist im Endeffekt recht schmal, weil sich die medialen und seitlichen Versorgungsgebiete weit auf die Rückseite ausdehnen. Dies ist das Gebiet des hinteren Armhautnerven (Nervus cutaneus brachii posterior), der ebenfalls vom Speichennerv abstammt.

## Bingo Wings
Dieser aus dem Englischen stammende Begriff (Bingo, das Gesellschaftsspiel, und Wings für Flügel) beschreibt eine von der Unterseite des Oberarms (Trizeps) herabhängende Hautpartie, die meist bei älteren und übergewichtigen Personen durch Fettaufbau im Trizepsbereich, aber auch bei deutlichem Gewichtsverlust auftritt. Populär gemacht hat den in den 1990er Jahren geprägten, meist abschätzig und frauenfeindlich verwendeten Begriff der englische Kabarettist Leigh Francis in der Show Bo’ Selecta! (Channel 4). Er bezieht sich dabei auf das Klischee älterer Damen, die beim Bingo-Spiel im Fall eines Gewinns die Arme heben und dabei das weiche Gewebe ihrer Oberarme zeigen. Bingo Wings fand in englischsprachigen Lexika Einzug und ist zunehmend auch im deutschen Sprachraum anzutreffen.